# Jeffersonville (Indiana)
Pour les articles homonymes, voir Jeffersonville.
La ville de Jeffersonville est le siège du comté de Clark, situé dans l'Indiana, aux États-Unis. Sa population s’élevait à 44 953 habitants lors du recensement de 2010, estimée à 47 383 habitants en 2017. 
Considérée comme une banlieue de Louisville dans le Kentucky, elle est nommée d'après Thomas Jefferson, le troisième président des États-Unis. 
Pendant le XIXe siècle, la ville était connue pour son usine de bateaux à vapeur. Aujourd'hui, le musée Howard de bateaux à vapeur se trouve sur la rue Market à côté de JeffBoat, l'usine de barques sur la rivière Ohio.

## Démographie
| Groupe            | Jeffersonville | Indiana | États-Unis |
| ----------------- | -------------- | ------- | ---------- |
| Blancs            | 80,4           | 84,3    | 72,4       |
| Afro-Américains   | 13,2           | 9,1     | 12,6       |
| Métis             | 3,0            | 2,0     | 2,9        |
| Autres            | 1,9            | 2,7     | 6,2        |
| Asiatiques        | 1,1            | 1,6     | 4,8        |
| Amérindiens       | 0,3            | 0,3     | 0,9        |
| Océaniens         | 0,1            | -       | 0,2        |
| Total             | 100            | 100     | 100        |
|                   |                |         |            |
| Latino-Américains | 4,1            | 6,0     | 16,7       |

Selon l'American Community Survey, pour la période 2011-2015, 95,30 % de la population âgée de plus de 5 ans déclare parler anglais à la maison, alors que 3,0 % déclare parler l'espagnol et 1,70 % une autre langue.

## Source
- (en) Cet article est partiellement ou en totalité issu de l’article de Wikipédia en anglais intitulé « Jeffersonville, Indiana » (voir la liste des auteurs).

1. ↑  (en) « Jeffersonville, IN Population - Census 2010 and 2000 », sur censusviewer.com.
2. ↑  (en) « Population of Indiana - Census 2010 and 2000 », sur censusviewer.com.
3. ↑  (en) « Language spoken at home by ability to speak English for the population 5 years and over », sur factfinder.census.gov.